# Schéma régional des carrières

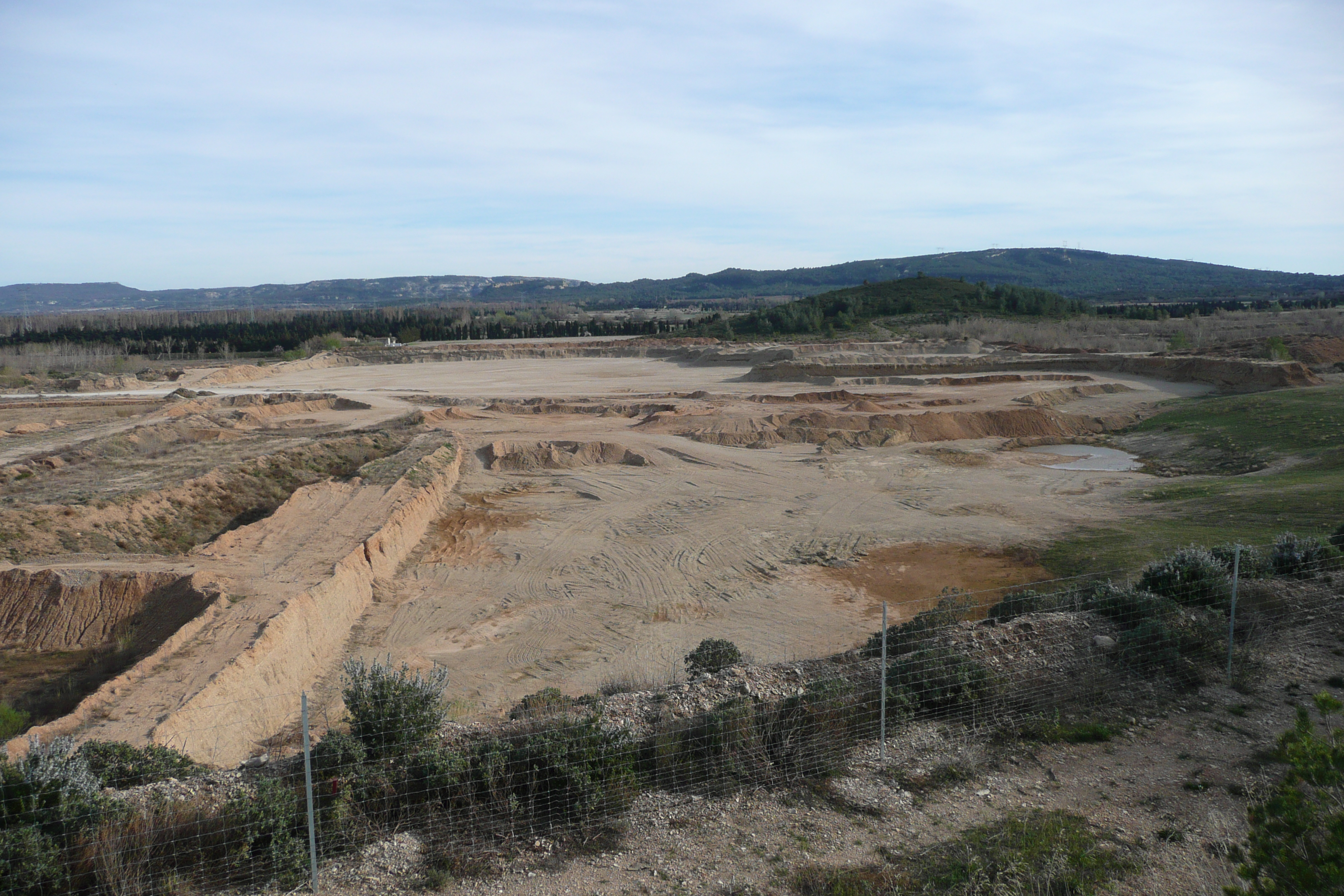
Le schéma départemental fixe notamment des objectifs à atteindre en matière de remise en état et de réaménagement des sites au fur et à mesure de leur évolution et en fin de vie (ici : carrière près d'Orgon en direction de Plan-d'Orgon).

En France, les schémas régionaux des carrières (SRC), élaborés par les préfets de région, remplacent les schémas départementaux des carrières (SDC), en définissant les conditions générales d’implantation des carrières dans chaque région et les orientations relatives à la logistique nécessaire à la gestion durable des granulats, des matériaux et des substances de carrières de cette région.

Il fixe les objectifs à atteindre en matière de limitation et de suivi des impacts et les orientations de remise en état et de réaménagement des sites.

## Législation
« Les schémas départementaux des carrières définissent les conditions générales d'implantation des carrières dans le département. Ils prennent en compte l'intérêt économique national, les ressources et les besoins en matériaux du département et des départements voisins, la protection des paysages, des sites et des milieux naturels sensibles, la nécessité d'une gestion équilibrée de l'espace, tout en favorisant une utilisation économe des matières premières. Il fixent les objectifs à atteindre en matière de remise en état et de réaménagement des sites ».
En 2018-20119, ils sont dans chaque région reliés aux SRADDET et en particulier au PRPGD (qui est un volet du SRADDET et comprend des éléments stratégiques pour l'économie circulaire).

## Histoire

### L'échelon départemental
Depuis 1993, la planification de l’activité des carrières était assurée par le schéma départemental des carrières qui était notamment définit par l’article L. 515-3 du code de l’environnement,.
Ils devaient notamment prendre en compte :
- l’intérêt économique national ;
- les ressources et les besoins en matériaux du département et des départements voisins ;
- la protection des paysages, des sites et des milieux naturels sensibles ;
- la gestion équilibrée de l’espace, tout en favorisant une utilisation économe des matières premières.

### L'échelon régional
La loi ALUR du 24 mars 2014 a réformé les schémas départementaux des carrières en modifiant l’article L. 515-3 du code de l’environnement.
Le décret no 2015-1676 du 15 décembre 2015 en a précisé les contours : les dispositions du nouvel article visent à pouvoir mettre en œuvre une partie de la « stratégie nationale de gestion durable des granulats terrestres et marins et des matériaux et substances de carrières » de mars 2012 qui a proposé en particulier :
- une évolution des outils de programmation, notamment par rapport à leur échelle de mise en œuvre, à savoir la régionalisation via la mise en œuvre d’un schéma régional des carrières ;
- une plus large reconnaissance des ressources marines, et issues de recyclages (économie circulaire) ;
- une modification de la portée juridique de ces schémas sur les documents d’urbanisme, en particulier les SCOT intégrateurs, et à défaut sur les PLU(i) ; le niveau d’opposabilité étant la prise en compte.

Le décret du 15 décembre 2015 a défini le contenu et les modalités de gouvernance relatifs au schéma régional des carrières.
Les dispositions relatives aux schémas départementaux restent applicables jusqu'à l'adoption d'un schéma régional qui doit intervenir avant le 1er janvier 2020 en métropole et avant le 1er janvier 2025 outre-mer.

## Enjeux
Les matériaux et substances de carrières sont des ressources minérales indispensables au bien-être et à de nombreux secteurs de l'économie française. Il en est consommé entre 350 et 400 millions de tonnes chaque année dont la quasi-totalité est produite en France. Malgré les progrès du recyclage de granulats, ces ressources non renouvelables sont pour l’essentiel produites dans les carrières.
Bien qu’étant l’occasion d’une réflexion sur la politique des matériaux dans le département, les schémas départementaux des carrières ont montré leurs limites dans un contexte de raréfaction de l’accès aux ressources minérales naturelles et de la nécessité d’engager résolument la transition écologique en adoptant les principes de l’économie circulaire.
Intégrant la prise en compte des ressources secondaires, la réforme est pleinement cohérente aux dispositions de l’article L. 110-1-2 du code de l’environnement, introduit par la loi no 2015-992 du 17 août 2015 relative à la transition énergétique pour la croissance verte, qui stipule que « les dispositions du présent code ont pour objet, en priorité, de prévenir l’utilisation des ressources, puis de promouvoir une consommation sobre et responsable des ressources, puis d’assurer une hiérarchie dans l’utilisation des ressources, privilégiant les ressources issues du recyclage ou de sources renouvelables, puis les ressources recyclables, puis les autres ressources, en tenant compte du bilan global de leur cycle de vie ».

## Élaboration
L'instruction du gouvernement du 4 août 2017 a pour objet « d’accompagner l’élaboration des nouveaux schémas régionaux des carrières en soulignant le sens de la réforme et les conditions du succès de la démarche à entreprendre au niveau régional ».

### Gestion équilibrée de l'espace
Outre les enjeux liés à l’environnement, le schéma régional des carrières doit prendre en compte les enjeux relatifs à l’aménagement du territoire « en veillant à une gestion équilibrée et partagée de l’espace », ainsi que ceux relatifs aux transports, en privilégiant les approvisionnements de proximité et en favorisant l’usage de modes de transport alternatifs à la route.
Le scénario d’approvisionnement qui aura « les conséquences les plus favorables » au regard des enjeux du territoire, qu’ils soient environnementaux, paysagers, patrimoniaux, sociaux, techniques ou économiques, devra être privilégié.
D’autres ressources mobilisables sont intégrées, notamment celles issues du recyclage (déchets inertes du BTP par exemple) et celles complémentaires aux granulats terrestres (exploitation des granulats marins). Lors du phasage de l’exploitation, « un réaménagement exemplaire en matière de biodiversité des parcelles affectées lors des toutes premières phases » est également encouragé.

### Cohérence renforcée entre les différents plans
Comme cela était le cas pour les schémas départementaux des carrières, les schémas régionaux des carrières doivent être compatibles avec les schémas directeurs d’aménagement et de gestion des eaux (SDAGE) et les schémas d’aménagement et de gestion des eaux (SAGE), ce qui passe notamment par la réalisation d'un volet identifiant l’impact des carrières sur les ressources en eau,.
Par contre, les schémas régionaux des carrières doivent désormais prendre en compte les schémas régionaux de cohérence écologique (SRCE). À ce titre, ils doivent préciser les mesures permettant d’éviter, de réduire et, le cas échéant, de compenser les atteintes aux continuités écologiques que leur mise en œuvre est susceptible d’entraîner.
La loi no 2015-991 du 7 août 2015 portant nouvelle organisation territoriale de la république, a intégré le SRCE au schéma régional d’aménagement, de développement durable et d’égalité des territoires (SRADDET). En conséquence, la loi no 2016-1087 du 8 août 2016 pour la reconquête de la biodiversité, de la nature et des paysages a étendu l’obligation de prise en compte au SRADDET.
Le conseil régional, qui porte à présent le SRADDET, est désormais en première ligne « afin de partager les enjeux communs aux deux schémas ». Ceci est renforcé par le fait qu'il possède la compétence pour l’élaboration du plan régional de prévention et de gestion des déchets (PRPGD). Les connexions entre ce plan et le schéma régional des carrières sont multiples, s’agissant notamment de « la remise en état des sites des carrières par la valorisation des déchets inertes ». À ce titre, une autre interaction existe avec le plan régional de l'agriculture durable (PRAD) dans l’objectif de limiter le prélèvement définitif d’espaces naturels, agricoles et forestiers. C’est également le cas avec les schémas de cohérence territoriale (SCOT) et les autres documents d’urbanisme qui devront prendre en compte ces schémas des carrières. Le traitement des ressources minérales dans les documents d’urbanisme mérite « une plus grande attention », souligne l’instruction, « afin que la soutenabilité en matériaux de construction soit analysée au même titre que la plupart des autres utilités nécessaires au développement durable des territoires : adduction, assainissement, énergie, déchets, etc. ».

### Pilotage plus participatif
Sensiblement élargie, l’élaboration du projet de schéma s’appuie sur un comité de pilotage constitué notamment d’élus du conseil régional, des collectivités territoriales de la région, de leurs établissements publics ou de leurs groupements. Avant sa finalisation, les EPCI concernés par les bassins de production identifiés sont en outre saisis pour avis des propositions d'implantation des carrières. S'ensuit la phase de consultation d'un nombre important d'organismes et de parties prenantes avant saisine de l'autorité environnementale et mise à disposition du projet au public.